# Anne Touminet
Anne Touminet (ur. 11 grudnia 1981 w Nantes) – francuska wioślarka.

## Osiągnięcia
- Mistrzostwa Europy – Poznań 2007 – dwójka podwójna wagi lekkiej – 8. miejsce[1].